# Moment dipolar d'enllaç
El moment dipolar d'enllaç o moment d'enllaç fa servir la idea del moment dipolar elèctric per mesurar la polaritat d'un enllaç químic dins una molècula. El dipol d'enllaç, μ, està donat per:

{\displaystyle {\boldsymbol {\mu }}=\delta \,\mathbf {d} },

on:
- {\displaystyle {\boldsymbol {\mu }}} és el moment dipolar d'enllaç.
- {\displaystyle \delta } és la càrrega parcial
- {\displaystyle \mathbf {d} } és la distància entre els àtoms

Els moment dipolars d'enllaç típics estan en el rang de 0 a 11 debyes. En un extrem, les molècules simètriques com el diclor, Cl₂, té un moment dipolar d'enllaç de zero, i a l'extrem oposat ell bromur de potassi en fase gasosa, KBr, que és altament iònic, té un moment dipolar d'enllaç de 10,5 D.
Es defineix com a moment dipolar químic (μ) la mesura de la intensitat de la força d'atracció entre dos àtoms, és l'expressió de l'asimetria de la càrrega elèctrica. Està definit com el producte entre la distància d que separa les càrregues (longitud de l'enllaç) i el valor de les càrregues iguals i oposades en un enllaç químic.
El dipol d'enllaç està modelat com +δ — δ-, amb una distància d entre les càrregues parcials +δ i -δ. És un vector, paral·lel a l'eix d'enllaç, apuntant des de la menys fins a la més, com està convingut per als vectors.
La unitat del SI per al moment dipolar elèctric és el coulomb·metre, però és massa gran per a l'escala molecular. En la pràctica els enllaços dipolars es mesuren en debyes, representats pel símbol D, obtinguts emprant per a la càrrega l'statcoulomb, i per la distància d en ångströms. El factor de conversió més útil és 1 C·m = 2.9979×1029 D.
Debye (1 D = 1 A. 1 UES). El valor de q es pot interpretar com el grau de compartició de la càrrega, és a dir, segons les diferències d'electronegativitat, quin percentatge (100q) de la càrrega compartida per l'enllaç covalent està desplaçada cap a la càrrega en qüestió. En altres paraules, q representa quina part d'un electró està «sentida» de més o de menys per les càrregues en qüestió.

## Vector μ
És de summa importància la participació del moment dipolar com un vector amb sentit cap a l'àtom més electronegatiu de l'enllaç. La suma vectorial de moments dipolars parcials determinaran la polaritzat de la molècula, perquè per a N càrregues parcials:

{\displaystyle {\boldsymbol {\mu }}=\sum _{i=1}^{N}\delta _{i}\mathbf {d} _{i}}.

Prenent l'exemple del diòxid de carboni (CO₂), a causa de la diferència d'electronegativitats en els enllaços CO trobem un {\displaystyle \mu \neq 0}, però la molècula de CO₂, experimentalment, demostra no ser polar. Això es deu al fet que la geometria molecular del CO₂ determina que tots dos vectors μ dels dos enllaços CO es cancel·len per suma vectorial. Això demostra que la polaritat de les molècules depèn tant dels moments dipolars d'enllaç, com de la geometria molecular determinada per la teoria RPECV, el que resulta en un moment dipolar molecular (sumatòria vectorial dels moments dipolars parcials).

## Importància de μ en l'atracció dipol-dipol
La intensitat de les forces d'atracció entre molècules polars (dipol-dipol) està determinada pel moment dipolar de cada una d'elles, actuant de manera directament proporcional. Així, com més polar sigui la molècula (major μ), major serà la intensitat de les forces d'atracció intermoleculars de tipus dipol-dipol que presenti la substància